# 呂芳上
呂芳上（1944年—），民國史學者，生於臺灣桃園，國立臺灣師範大學歷史學碩士、博士。專長領域為中國近現代史、近代婦女史、國民革命史、中國國民黨黨史。曾任職中國國民黨中央黨史委員會、中研院近史所、國史館，領導臺灣的民國史三大研究典藏機構。現任民國歷史文化學社社長、中央研究院近代史研究所兼任研究員。

## 生平
農民家庭出身，1967年畢業於東海大學歷史學系，因呂士朋的引介。進入在南投縣草屯鎮荔園的中國國民黨黨史委員會工作。跟從蔣永敬、李雲漢，參與成立中華民國史料研究中心，賡續舉辦民國史學術討論會，推動民國史研究風氣。獲得國立臺灣師範大學歷史學系博士後，1985年經由呂實強、張玉法的推薦，進入中央研究院近代史研究所工作，任副研究員、研究員、所長。離開中研院近史所後，返母校東海大學歷史學系專任。2011年1月20日出任國史館館長，任內推動編輯《蔣中正先生年譜長編》、《中國抗日戰爭史新編》、《陳誠先生日記》、《胡宗南先生日記》等重要史料，並且舉辦抗戰七十年大型國際學術研討會。2016年5月19日卸任國史館館長。現為民國歷史文化學社社長。

## 著作

### 專書
1. 《朱執信與中國革命》，臺北：中國學術著作獎助委員會，1978年6月，388頁。。
2. 《革命之再起—中國國民黨改組前對新思潮的回應，1914-1924》，臺北：中央研究院近代史研究所，專刊（57），1989年4月，615頁。
3. 《從學生運動到運動學生，民國八年至十八年》，臺北：中央研究院近代史研究所，專刊（71），1994年8月，500頁。
4. 《民國史論》，上中下三冊，臺北：臺灣商務印書館，2013年12月，1710頁。

### 論文
1. 〈抗戰時期在祖國的臺灣光復運動〉，《新知雜誌》，第1年期5（1971年10月），頁21-28。
2. 〈臺灣革命同盟會與臺灣光復運動〉，《中國現代史專題研究報告》，輯3（1973年9月），頁255-316。
3. 〈朱執信的早年及其革命思想的萌芽〉，《中華學報》，卷1期2（1974年7月），頁141-155。
4. 〈中國國民黨改組前後的宣傳刊物〉，《國立臺灣師範大學歷史學報》，期2（1974年），頁413-435。
5. 〈總統蔣公與黃埔軍校的創建〉，《國立臺灣師範大學歷史學報》，期4（1976年4月），頁37-51。
6. 〈抗戰時期中國的婦運工作〉，《東海大學歷史學報》，期1（1977年4月），頁159-176。
7. 〈吳稚暉先生的生平及思想〉，《中華文化復興月刊》，卷10期11（1977年11月），頁40-48 。
8. 〈吳敬恆〉，《中國歷代思想家》，臺北：臺灣商務印書館，1978年6月，40頁。
9. 〈中華革命黨的討袁宣傳〉，《中華學報》，卷6期1（1979年1月），頁173-196。
10. 〈朱執信與新文化運動〉，《五四研究論文集》，臺北：聯經出版公司，1979年5月，頁327-382。
11. 〈試論傅斯年的史學〉，《中華民國史料研究中心十週年紀念論文集》，1979年11月，頁577-610 。
12. 〈革命的馬前卒開國的雷霆聲—鄒容與《革命軍》〉，《孫中山先生與辛亥革命》，1981年12月，頁969-997 。
13. 〈廣東革命政府的關餘交涉，1918-1924〉，《中華民國歷史與文化討論集》，1984年5月，頁253-279 。
14. 〈廣州三二九之役、鐵血行動、起義經費的籌措〉，教育部主編，《中華民國建國史》，第一編《革命開國》（一），1985年4月，頁511-586 。
15. 〈抗戰時期在大陸的臺灣抗日團體及其活動〉，《近代中國》雙月刊，期49（1985年10月），頁11-25 。
16. 〈鄧澤如與辛亥革命，1906-1912〉，《南洋華人與辛亥革命研討會論文集》，1986年2月，頁101-121 。
17. 〈黃季陸先生與中華民國史料研究中心〉，《黃季陸先生與中國近代史研究》，1986年4月，頁260-278 。
18. 〈鄒容傳〉，《中華民國名人傳》，第五冊，1986年6月，頁457-472 。
19. 〈蔣中正先生與臺灣光復〉，《蔣中正先生與現代中國學術討論集》，第五冊，1986年12月，頁40-82 。
20. 〈北伐前學運的動向，1920-1927〉，《北伐統一六十周年學術討論集》，1988年，頁456-491 。
21. 〈清末的江西省諮議局，1909-1911〉，《中央研究院近代史研究所集刊》，期17（下）（1988年），頁99-117 。
22. 〈五四時期孫中山先生民族主義的發展〉，《孫中山思想與當代世界研討會論文集》，1988年，頁63-85。
23. 〈鄧鏗傳〉，《中華民國名人傳》，第七冊，1988年，頁381-389 。
24. 〈近代中國的統一與分裂〉，《歷史月刊》，期5（1988年6月），頁86-95 。
25. 〈民國初年的江西省議會，1912-1924〉，《中央研究院近代史研究所集刊》，期18（1989年6月），頁221-258 。
26. 〈革命黨人對五四新思潮的回應〉，《國史館館刊》，復刊期6（1989年6月），頁77-92 。
27. 〈抗戰前江西的農業改良與農村改進事業，1933-1937〉，《近代中國農村經濟史論文集》，1989年，頁517-556。
28. 〈早期國共關係的新解釋〉，《歷史月刊》，期20（1989年），頁124-129 。
29. 〈五四時代: 自覺與自救的澎湃浪潮〉，《近代中國青年運動史》，臺北：嵩山出版社，1990年，頁79-140 。
30. 〈江西現代化遲滯的原因試析〉，《國史館館刊》，復刊期10（1991年），頁105-118。
31. 〈對訓政時期江西縣長的一些觀察，1926-1940〉，《中華民國建國八十年學術討論集》，1991年，第一冊，頁306-354 。
32. 〈二次革命後國民黨孫黃兩派的政治活動，1913-1917〉，《黃興與近代中國學術討論會論文集》，1992年8月，頁160-188。
33. 〈孫中山、容閎與辛亥革命〉，《國史館館刊》，復刊期13（1992年12月），頁71-80 。
34. “The Intellectual Origins of Guomindang Radicalization in the Early 1920's,” Chinese Studies in History, Vol. 26, No. 1 (Fall 1992), pp. 3-41.
35. 〈開國初期國民黨的強勢都督李烈鈞，1911-1913〉，《中國現代史專題研究報告》，輯14（1992年11月），頁377-413 。
36. 〈娜拉出走以後—五四到北伐青年婦女的活動〉，「中國現代青年運動之發展學術討論會」論文，載《近代中國》，期92（1992年12月），頁103-128。
37. 〈尋求新的革命策略：國民黨廣州時期的發展，1917-1926〉，《中央研究院近代史研究所集刊》，期22（上）（1993年6月），頁297-324 。
38. 〈抗戰時期的女權論辯〉，《近代中國婦女史研究》，期2（1994年6月），頁81-115 。
39. 〈「學閥」乎？「黨化」乎？民國十四年的東南大學學潮〉，《國父建黨一百周年學術討論集》，第二冊，1995年3月，頁127-160。
40. 〈「竺震旦」與「驅象黨」：一九二四年泰戈爾的訪華與東西文化之爭〉，《近代中國與亞洲學術討論會論文集》，香港，1995年6月，上冊，頁80-120。
41. 〈光復後的政治建設—民主政治制度的建立〉，《臺灣近代史—政治篇》，臺灣省文獻會，1995年6月，頁503-652。
42. 〈另一種「偽組織」：抗戰時期的家庭與婚姻問題〉，《近代中國婦女史研究》，期3（1995年8月），頁97-121 。
43. 〈抗戰與臺灣光復〉，《抗戰勝利暨臺灣光復五十週年專輯》，1995年9月，頁64-73。
44. 〈抗戰時期的遷徙運動：以人口、文教事業及工廠內遷為例的探討〉，《紀念抗日戰爭勝利五十周年學術討論會論文集》，香港：1996年3月，頁21-43。
45. 〈北伐時期英國增兵上海與對華外交的演變〉，《中央研究院近代史研究所集刊》，期27（1997年6月），頁185-229 。
46. 〈凝聚抗戰共識：廬山談話會的召開〉，《紀念七七抗戰六十週年學術研討會論文集》，臺北：國史館，1998年12月，頁25-84 。
47. 〈蔣夫人的思想與信仰〉，《近代中國》，期130（1999年4月），頁15-30。
48. 〈一九四○年代中英香港問題的交涉，1942-1945〉，《港澳與近代中國學術討論會論文集》，臺北：國史館，2000年，頁501-532。
49. 〈 中華革命黨時期的陳英士〉，《近代中國》，期135（2000年2月），頁94-110。
50. 〈痛定思痛：戰後中國國民黨改造的醞釀(1947-1950)〉，《一九四九年：中國的關鍵年代學術討論會論文集》，臺北：國史館，2000年10月。
51. 〈中國國民黨改組前後東京支部黨務糾紛初探〉，衛藤瀋吉編，《共生 から 、 敵對 ヘ ：第四回日中關係史國際 シンポジウム 論文集》，東京：東方書店， 2000 年 8 月，頁 523-546 。
52. 〈中央與地方：抗戰前蔣介石中央化的策略 —─ 以蔣介石與廣東陳濟棠關係為例的探討〉，《國際東方學者會議紀要》，冊 45 ，東京， 2000 年，頁 39-55 。
53. 〈五四時期的婦女運動〉，陳三井主編，《近代中國婦女運動史》，臺北：近代中國出版社， 2000 年 12 月。頁 157-254 。
54. 〈從改革、革命到告別革命 — 近代中國政治發展的省思〉，孫康宜、呂芳上《變：新局面的創格》，臺北：稻香出版社。頁 27-73 。
55. 〈法理與私情：五四時期羅素、勃拉克相偕來華引發婚姻問題的討論， 1920-1920 〉，《近代中國婦女史研究》，期 9 （ 2001 年 8 月），頁 31-56 。
56. 〈近代中國制度的移植與異化：以 1920 年代國民革命軍政工制度為例的討論〉，《一九二○年代的中國》，臺北： 中華民國史料研究中心， 2002 年 10 月，頁 137-198 。
57. 〈蔣中正先生與人才培訓：革命實踐研究院的創辦與初期發展， 1949-1969 〉，《近代中國》，期 153 ， 2003 年 3 月，頁 182-205 。
58. 〈一九二○年代中國知識分子有關情愛問題的抉擇與討論〉，呂芳上主編，《無聲之聲（ 1 ）：近代中國的婦女與國家 (1600-1950) 》，台北：中央研究院近代史研究所， 2003 年 5 月，頁 73-102 。
59. 〈兒女情短、英雄氣長：辛亥革命時期的性別與革命〉，熊秉真主編，《欲掩彌彰：中國歷史文化中的私與情 — 公義篇》，臺北：漢學研究中心， 2003 年 9 月，頁 373-400 。
60. 〈近五十年來臺灣地區有關中國近代史研究的回顧與反省，1950-2000〉，日本慶應大學東亞研究所講詞，2003年11月，11 頁 。
61. 〈二十世紀中國政治史的研究：新資料、新視野〉，近代中國政治史研究的新視角國際學術討論會論文，東京：慶應大學，2004年3月29日，26 頁。
62. 〈個人抉擇或國家政策：近代中國節育的發展—從1920 年代《婦女雜誌》出版產兒制限專號說起〉，《近代中國婦女史研究》12期（2004年12月）， 頁195-230。
63. 〈面對強鄰：1935 年〈蔣介石日記〉的考察〉，黃自進主編，《蔣中正與近代中日關係》，上冊，臺北：稻鄉出版社，2006年5月，頁195-218。
64. 〈「最後關頭」已到：1937 年「蔣中正日記」的考察〉，紀念抗戰勝利60 週年學術論文集，臺北：國防部，2006年6月，41 頁。
65. 〈政治變革の挑戰：近代中國にぉける「黨國」體制の發展とその考察〉，《現代中國》，80號（2006年9月），東京，頁3-22。
66. 〈晚清新式學堂的建立與中西學術的接榫：以南洋公學為例的探討，1896-1905〉，林麗月主編，《近代國家的應變與圖新》，臺北：唐山出版社，2006年11月，頁103-126。
67. 〈「政治史學」的學術化：中國國民黨史研究的現狀與前景〉，《中國近現代史研究》，輯33（2007年3月），韓國首爾，頁91-114。
68. 〈陳炯明與孫中山、蔣介石的關係（1918-1922）—由蔣介石日記的觀察〉，《二十世紀初期的廣東與香港》，香港嶺南大學，2008年4月，28頁。
69. 〈「好女要當兵」：中央軍事政治學校武漢分校女生隊的創設（1927）〉，鮑家麟編，《中國婦女史論集》，8 集，臺北：稻鄉出版社，2008年8月，頁311-338。
70. ”Chiang Kai-shek’s Diaries and Republican China ： New Insights on the History of Modern China”, The Chinese Historical Review, vol.15 no.2（Fall 2008）,pp.331-339.
71. 〈領導者心路歷程的探索：蔣介石日記與民國史研究〉，《論民國領導精英》，香港商務印書館，2009年12月，頁76-89。
72. 〈日記、檔案中的蔣介石、宋子文和史迪威，1940-1944〉，吳景平主編，《宋子文生平與資料文獻研究》，上海：復旦大學出版社，2010年5月，頁157-175。
73. 〈蔣介石1942年訪印的外交經驗〉，日本東方學會55回年會論文，2010年5月，20頁。
74. 〈《臺灣民報》有關孫中山先生逝世及奉安的記載〉，孫中山紀念館編，《大同道路：孫中山研究》，南京：南京出版社，2010年10月，頁11-15。
75. 〈總裁的「首腦外交」：1949年蔣中正出訪菲韓〉，呂芳上主編，《蔣中正日記與民國史研究》上冊，臺北：世界大同出版社，2011年4月，頁351-370。
76. 〈蔣介石：一個「繼承性創業者」初期人際網絡的建立〉，汪朝光主編，《蔣介石的人際網絡》，北京：社會科學文獻出版社，2011年6月，頁22-2。
77. 〈南洋僑界的卜式：鄧澤如與辛亥革命，1906-1916〉，廖建裕主編，《再讀孫中山、南洋與辛亥革命》，華裔館，新加坡，2011年10月，頁221-244。
78. 〈留歐學界三封未皷布信札—辛亥革命與傳媒、暗殺和組織團體〉，《明報月刊》，卷46期11（2011年11月），頁41-49。
79. 〈蔣介石—一位彈性國際主義者：以1942年訪印為例的討論〉，《政大歷史學報》，第37期，2012年5月，頁121-146。
80. 〈台湾から見た辛亥革命〉，《現代中國》，86號，日本現代中國學會，2012年9月，頁1-21。
81. 〈時代變局中的不滅燈火：高等教育近代歷程〉，《中華民國發展史：教育與文化》，上冊，臺北：國立政治大學、聯經出版公司，2012年10月，頁313-342。
82. 〈走出「黨國體制」的陰影：中國國民黨的轉型（1950-2010）〉，《近代國家的型塑：中華民國建國一百年國際學術討論會論文集》，臺北：國史館，2013年6月，頁641-660。
83. 〈蔣中正、開羅會議與戰後東亞新秩序的形成〉，臺北，開羅宣言七十年學術論會論文，2013年12月。17頁。

### 主編
1. 《無聲之聲（一）：近代中國的婦女與國家，1600-1950》，臺北，中央研究院近代史研究所，2003年5月，290頁。
2. 《論民國時期領導精英》，香港：商務印書館，2009年12月，378頁。
3. 《蔣介石的親情、愛情與友情》，臺北：時報文化出版公司，2011年3月，285頁。
4. 《蔣中正日記與民國史研究》，臺北：世界大同出版社，2011年4月，上下兩冊。
5. 《國史館館刊》第27期起，臺北：國史館，2011年3月起。
6. 《國史研究通訊》第1期起，臺北：國史館，2012年1月起。
7. 《中華民國近六十年發展史》（上），臺北：國史館，2012年9月，352頁。
8. 《中華民國建國百年大事記》，臺北：國史館，2012年9月，上下兩冊。
9. 《中華民國國史紀要（一）元年至十年》，臺北：國史館，2012年9月，247頁。
10. 《中華民國建國一百年史畫》，臺北：國史館，2012年12月，251頁。
11. 《回眸世紀路：百年歷史講座》，臺北：國史館，2012年12月，353頁。
12. 《蔣介石的日常生活》，臺北：政大出版社，2012年12月，792頁。

### 書評
1. 〈評介鄭憲博士論文〈中國同盟會的組織、領導與財力〉〉，《國立臺灣師範大學歷史學報》，期4（1976年4月），頁549-553。
2. 〈評路康樂《中國之共和革命—一八九五至一九一三年之廣東》〉，《國立臺灣師範大學歷史學報》，期5（1977年4月），頁601-612 。
3. 〈評彭明《五四運動史》〉，《國史館館刊》，復刊期6（1989年），頁77-92。
4. 〈評李雲峰《西安事變史實》〉，《中國現代史書評選輯》（五），臺北：國史館，1990年，頁316-332。
5. 〈評黃修榮《第一次國共合作》〉，《中國現代史書評選輯》（六），臺北：國史館，1991年，頁270-295。
6. 〈 評中華全國婦女聯合會編著《中國婦女運動史—新民主主義時期》〉，《中國現代史書評選輯》（九），臺北：國史館，1992年6月，頁104-120。

### 口述歷史
1. 《戒嚴時期臺北地區政治案件口述歷史》，輯1（與黃克武、許雪姬、許文堂、沈懷玉等合訪），臺北：中央研究院近代史研究所，1999年6月，435頁。
2. 《都市計畫前輩人物訪問紀錄》（與謝國興、黃克武等合訪），臺北：中央研究院近代史研究所，口述歷史叢書（74），2000年7月，311頁。
3. 《九二一震災口述訪問紀錄》，上篇，臺北：中央研究院近代史研究所，2001年12月，頁437-458。
4. 《楚崧秋先生訪問紀錄：覽盡滄桑八十年》（與黃克武合訪），臺北：中央研究院近代史研究所，口述歷史叢書（78），2001年12月，366頁。
5. 〈口述歷史在臺灣的發展：背景、演變和檢討〉，《近代中國》，期149（2002年6月），頁28-37。

### 其他
1. 〈抗戰時期婦女期刊敘目選輯〉，《新知雜誌》，第4年期1-6（1974年），165頁。
2. 〈荷馬李檔案簡述〉，《研究中山先生的史料與史學》，1975年11月，頁417-468。
3. 〈羅志希先生大事年表〉（與夏文俊先生合編），《羅志希先生傳記暨著述資料》，1976年12月，頁113-141。
4. 〈訓政時期高等教育的重要措施〉，《近代中國》，期7（1978年9月），頁130-144。
5. 〈臺灣光復以來有關國父生平思想資料的出版與研究〉，《中國時報》，1985年11月12日。
6. 〈史丹福大學胡佛研究所及其典藏的民國史料〉，《近代中國史研究通訊》，期11（1991年3月），頁222-233。
7. 〈有關宋教仁的史料與研究〉，《近代中國》，期94（1993年4月），頁80-90。
8. 〈婦女與抗戰的歷史研究〉，《近代中國》，期107（1995年6月），頁32-34。
9. 〈大英圖書館有關中國近現代史資料的收藏—倫敦地區史料介紹之一〉，《近代中國史研究通訊》，期22（1996年9月），頁94-100。
10. 〈倫敦大學亞非學院的近代中國研究與典藏—倫敦地區史料介紹之二〉，《近代中國史研究通訊》，期23（1997年3月出版），頁87-96。
11. 〈中央研究院近代史研究所檔案的典藏與運用〉，《近代中國歷史檔案研討會論文集》，臺北：國史館，1998年，頁144-161。
12. 國民中學《歷史》，第二冊，臺北：國立編譯館，1999年1月正式本初版，196頁。
13. 國民中學《歷史教師手冊》，第二冊，臺北：國立編譯館，1999年1月，434頁。
14. 〈擴大歷史研究視野：從清末革命運動史料的發掘談起〉，《近代中國》，期139（2000年10月），頁60-67 。
15. 〈廣播演說的魅力：從抗戰時期蔣夫人宋美齡在美的演說講起〉，《近代中國》，期151（2002年10月），頁36-46。
16. 〈中日和約的簽訂：東亞地區走向和平契機〉，《主權在我：中日和約之時代意義》，臺北：外交部，2012年11月，頁24-28。
17. 〈民國史上的桂系：擴張型地方主義的思考〉，《傳記文學》，卷101期1（2012年7月），頁73-77。

## 外部連結
- 國史館
- 東海大學呂芳上網頁（页面存档备份，存于）

| 官衔                               | 官衔                                          | 官衔          |
| ---------------------------------- | --------------------------------------------- | ------------- |
| 總統府                             |                                               |               |
| 前任： 劉寶貴（代理） 正任：林滿紅 | 國史館館長 第八任 2011年1月20日—2016年5月20日 | 繼任： 吳密察 |